# Grete Boesel
Grete Boesel, nach anderen Angaben auch Böse, Böseln oder Bösen, (* 9. Mai 1908 in Elberfeld; † 2. Mai 1947 in Hameln) war Aufseherin im KZ Ravensbrück.

## Leben
Die gelernte Krankenpflegerin Grete Boesel nahm 1940 eine Stelle bei der Firma Continental AG in Hannover an. Ihr Arbeitgeber entsandte sie im August 1944 ins KZ Ravensbrück, um sie dort als Aufseherin ausbilden zu lassen. Zwischen September und Dezember 1944 oder Januar 1945 arbeitete sie in dieser Funktion in Ravensbrück. Wegen einer Infektion mit Typhus war sie bis Mitte März 1945 nicht arbeitsfähig. Nach Rückkehr an ihren Arbeitsplatz bemerkte sie, dass sich die Bedingungen für die Insassen des Konzentrationslagers deutlich verschlechtert hatten.
Zu den Aufgaben Boesels gehörte es, die Arbeitskommandos zusammenzustellen. Dabei misshandelte sie Frauen. Ihr wird folgendes Zitat zugeschrieben: „Lasst sie [die Häftlinge] verrecken, wenn sie nicht arbeiten können.“
Im ersten Hamburger Ravensbrück-Prozess wurde Boesel zum Tod durch den Strang verurteilt.
Boesels Rechtsanwalt – er verteidigte auch die Mitangeklagte Dorothea Binz vor Gericht – wandte in einem Gnadengesuch ein, dass seine Mandantin nur durch eine Zwangsverpflichtung nach Ravensbrück gekommen sei, wo sie nur für drei Monate in einem begrenzten Aufgabenkreis eingesetzt gewesen sei. Doch eine Begnadigung Boesels wurde abgelehnt.
Im Zuchthaus Hameln wurde die Verurteilte am 2. Mai 1947 morgens um 9:55 Uhr durch den Henker Albert Pierrepoint gehängt.